# 藤崎台県営野球場

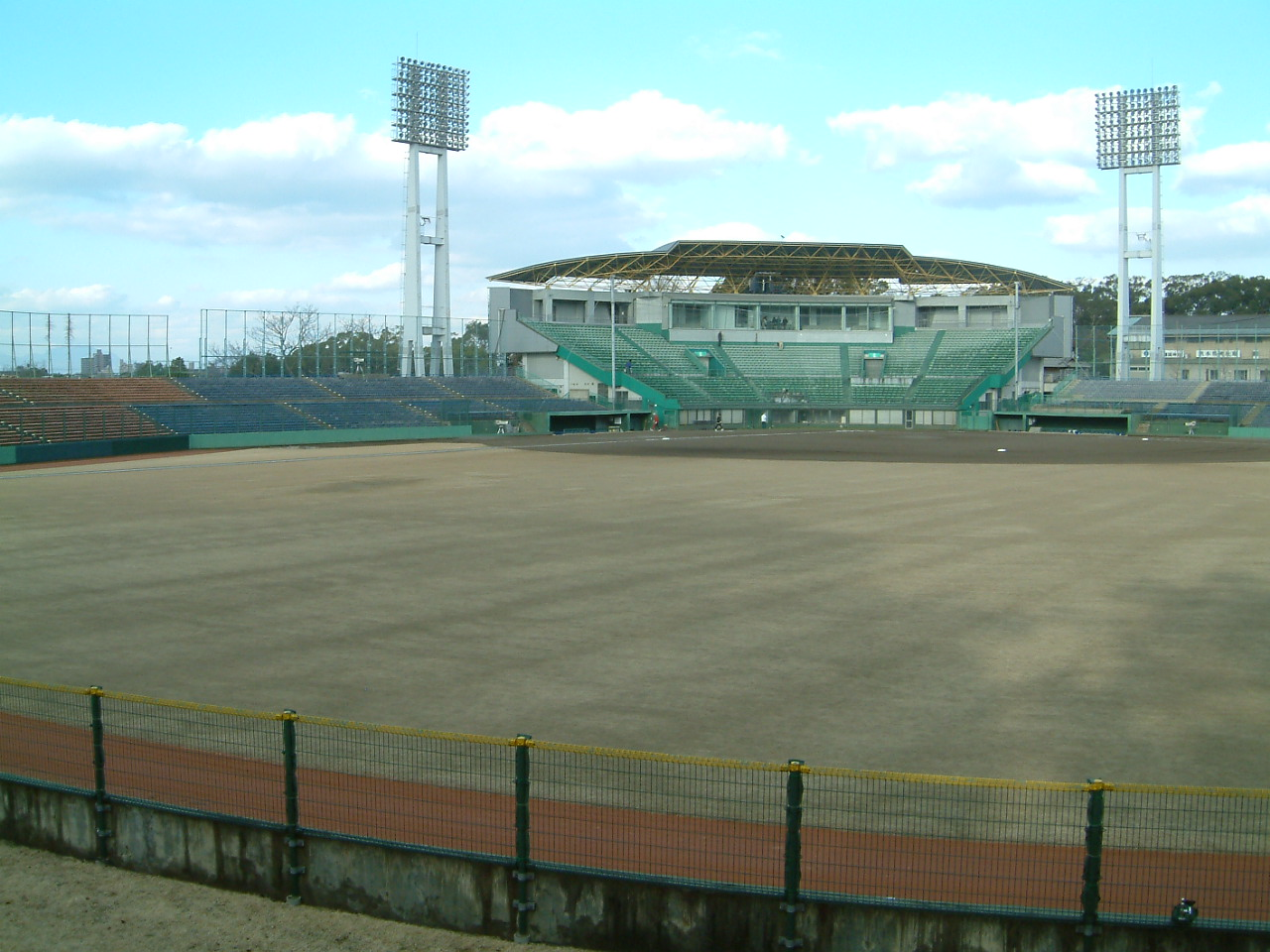
センター付近からの眺め

藤崎台県営野球場（ふじさきだいけんえいやきゅうじょう）は、熊本県熊本市中央区の熊本城公園内にある野球場。単に「藤崎台球場」という通称でも呼ばれる。施設は熊本県が所有し、財団法人熊本県スポーツ振興事業団・ミズノ株式会社グループが指定管理者として運営管理を行っている。
山鹿市に本社を置く地場住宅メーカーのLib Workが施設命名権（ネーミングライツ）を取得しており、呼称を「リブワーク藤崎台球場」（リブワークふじさきだいきゅうじょう）としている（詳細は後述）。

## 歴史
本球場がある熊本城西側にはかつて藤崎八旛宮があったが、1877年の西南戦争でクスノキ群を残して社（やしろ）が焼け落ちた。藤崎八旛宮が東に約3km離れた現在地に再建された一方で、藤崎台には軍関係施設（陸軍監獄）ができた。また一部には藤崎台陸軍病院ができ、戦後には熊本大学付属病院藤崎台分室が建てられた。
1960年の国体開催を機に、高校野球の試合会場として建設された。完成以後、高校野球や社会人野球などをはじめとするアマチュア野球なども開催されている。プロ公式戦初開催は1972年4月29日の西鉄ライオンズ対阪急ブレーブス戦。またプロ野球における球場第1号本塁打は1973年5月27日、ヤクルトアトムズ対中日ドラゴンズ戦のダブルヘッダー第2試合で、5回表に井上弘昭（中日）が安田猛（ヤクルト）から放った。
本球場は完成当時、まだ国内でも例の少ない国際試合開催規格（両翼約97.6m、中堅約121.9m。プロ野球開催規格は両翼が更に広く、約99.06mを必要とする）を充足するフィールドを有する野球場で、プロ野球界でも「本塁打が出にくい野球場」として知られ、1981年の県議会では本塁打への危機感を煽って好投手の育成につなげようという思惑とあいまってラッキーゾーンの設置も検討された。しかし、県外の野球関係者などから「日本には国際ルールに則した野球場が少なく、安易に狭くするべきではない」と批判が寄せられ、縮小は見送られた。
1996年にはメインスタンドの全面改築など大規模な改修を受け、現在も熊本県の野球の殿堂として機能し続けている。外野フェンスが低いため、プロ公式戦では試合終了後に観客がグラウンドに乱入することが多い。
なお、本球場をはじめとする熊本城公園の敷地は国の土地であり、財務省九州財務局の管轄下にある。敷地は熊本市に無償貸与され、園内に所在する施設の管理及び整備は県及び市が担っており、県の施設に該当する当球場の敷地は県が管理している。

### 熊本地震による影響
2016年4月14日、益城町で震度7を観測する熊本地震が発生。この直後の4月19日に当球場で開催される予定だった中日ドラゴンズ戦を主管する読売ジャイアンツ（巨人）は、現地に調査団を派遣して、被害状況を確認したところ、バックスクリーンの一部に亀裂が発生した程度で、開催に特別支障をきたすものではないとして、この試合を開催前提で準備していくことを決めた。
ところが4月16日におきた本震（益城町震度6強→のちに7に修正）において、外野部分の隆起や、内野席の一部の亀裂発生や、照明設備の損壊被害（一部落下）などの被害拡大が発生し、巨人は「施設が危険な状態にあり、観客の安全を最優先に考えて開催は無理だろうという判断になった」として、この試合の開催中止を同日午後の段階で正式発表した。代替開催は東京ドームに会場を変えて9月27日に設定されたため、熊本でのこの年の公式戦開催はなくなった。
その後の西日本新聞の取材によると、後述する全国高等学校野球選手権熊本大会の開催が行われる7月までの復旧の見通しが立たないどころか、甚大な被害が拡大していることが分かった。上述の外野隆起や照明・座席の一部損壊などに加え、レフトスタンド（芝生席）の石垣が大多数で倒壊、バックスクリーンも亀裂箇所が拡大し、球場周辺の立ち入りが大幅制限されている。また天井板も一部剥がれ落ちるなどの被害が出ており、熊本県保健体育課は「選手や観客の安全確保が第一なので、復旧工事をしたとしても、安全確認ができない限りは試合開催のゴーサインはできない」としたうえで「一部閉鎖する形で球場を使用するか、もしそれができたとしても、いつから利用できるかについては検討中」としており、仮供用のメドも立っていない。
また熊本県高等学校野球連盟が主催する「第45回RKK旗争奪戦」、「第64回NHK旗争奪戦」を含む、当球場で開催予定だった春季県大会も安全が確認できないので試合ができる状態ではないとして、大会そのものを中止する処置を取った。この当時、全国高等学校野球選手権熊本大会については被害状況を把握し、当球場の復旧工事が間に合わない場合は隣接県での県外開催も視野に入れるとしていた。その後、熊本県高野連は、藤崎台の復旧が間に合わず開催不可となった場合は、できる限り熊本県内で開催ができるようにサブ会場である県営八代運動公園野球場に加え、山鹿市民球場も会場に加えて調整する方向であるとした。
熊本県高校野球連盟は6月21日に施設の応急対策工事が7月7日までに完了する見込みとなり、選手権県大会のメイン会場として使用する事を発表した。但しスタンドの一部は立ち入り禁止の措置を取るため、再開後の収容可能人数は減少する。
2017年4月復旧。そのこけら落としとして、4月18日、巨人主管試合としては11年ぶりの公式戦となる東京ヤクルトスワローズとの「TOKYOシリーズ」が行われた。

## 施設命名権
2018年6月15日、山鹿市に本社を置く地場住宅メーカーの「株式会社Lib Work」とネーミングライツ契約を結ぶことを発表。同年7月1日から愛称が「リブワーク藤崎台球場」となった。契約期間は2018年7月1日から3年契約。同年7月4日の全国高等学校野球選手権大会熊本大会初日が新愛称での初試合となった。

## プロ野球

### セントラル・リーグ
かつては読売ジャイアンツ（巨人）が毎年1試合、九州シリーズ3連戦の初戦を本球場で行うのが恒例となっていた。しかし、1990年代に入ると当時オーナーだった渡邉恒雄が地方開催については観客収容力の多いドーム球場を中心に行う方針を執るなどドーム中心にしたため、1992年を最後に巨人主催の公式戦はしばらく開催されなかったが、2006年8月29日に対広島東洋カープ16回戦が14年ぶりに行われた。
セ・リーグではこの他、ヤクルトスワローズが1998年に1試合、横浜DeNAベイスターズが不定期で年1試合開催している。なお、2012年4月25日に巨人対DeNA戦が予定されていたが雨天中止、2016年4月19日に巨人対中日戦が予定されていたが熊本地震の影響で中止となった。その翌年の2017年4月18日、震災からの復旧完了後、初のプロ野球として、ヤクルト戦が行われた。(前述)

### パシフィック・リーグ
福岡ソフトバンクホークスは本拠地を福岡県に移転したダイエー時代の1989年に1試合を開催したのみであったが、2007年には18年ぶりとなる公式戦1試合が予定されていた。しかし試合開始時間を過ぎても天気が好転せず、雨天による天候不良で試合中止となった（本球場での延期なし）ため、翌2008年4月8日の対オリックス・バファローズ戦が19年ぶりの公式戦開催となった。以後、ソフトバンクの主催試合は毎年1試合行われており、3試合目にあたる2010年7月27日の対東北楽天ゴールデンイーグルス戦において勝ち、本球場での初勝利をあげた。なお、ホークスが熊本で勝利を挙げたのは南海時代の1951年8月12日、熊本市水前寺野球場で行われた東急フライヤーズ戦までさかのぼる。
2011年からは鹿児島県立鴨池野球場との2連戦が組まれることが多く、同年に全線開業した九州新幹線にちなみ「九州新幹線シリーズ」と呼ばれる。

### 独立リーグ
2008年7月5日、この年から四国・九州アイランドリーグに加入した長崎セインツと福岡レッドワーブラーズの試合が開催された（主催は長崎）。
2021年より公式戦を開幕した九州アジアリーグの火の国サラマンダーズは、当球場を本拠地に定め、3月20日に開幕戦が実施されることになっていたが雨天中止となった（セレモニーのみ開催）。4月2日の試合が初の公式戦となり、火の国が勝利してホーム初戦を飾った。
また、2022年には、3年ぶりに開催されるグランドチャンピオンシップ（今回より年ごとに各リーグの持ち回り開催）の会場となった。

### 藤崎台球場での出来事
- 1980年11月16日の秋季オープン戦（巨人対阪神）で、巨人の王貞治が現役最後の本塁打を放っている。この模様はテレビで放送され、王が本塁打を右翼席に叩き込みグランドを一周すると、巨人はもとより阪神の選手も全員が一礼して王を出迎え、挨拶するという光景が見られた。[21]
- 1981年3月8日、広島対日本ハムのオープン戦で、広島の山崎隆造が村井英司の打球を追って外野のコンクリートフェンスに激突し、右膝蓋骨を骨折する事故があった[22]。当時プロ野球本拠地球場のフェンスにはラバーを張られるようになっていたが、地方の球場はまだフェンスがコンクリートのものが多かった。プロ野球公式戦開催球場のフェンス部緩衝材設置が正式に義務化されたのは1988年からである[23]。
- 1987年6月11日の巨人対中日戦で、巨人のウォーレン・クロマティが中日の宮下昌己投手から背中に死球を受けた際、クロマティがマウンドに駆け寄りながら宮下に対し帽子を取って謝るようジェスチャーを交えながら要求するも宮下が帽子を取らなかったため、マウンド上でクロマティが宮下の顎へ右ストレートパンチを放つという事件が発生し、当時話題にもなった。両者はその後、テレビ番組の企画で再会を果たしている。[21]
- 1999年3月5日、巨人対阪神のオープン戦で、前年の秋季キャンプより投手としての練習を開始して本来の外野手との兼務（二刀流）を目指している阪神・新庄剛志が、初登板となるリリーフの1イニングを三者凡退に抑えた[21]。
- 2018年4月14日、熊本地震の前震発生から2年となったこの日、ソフトバンク対ロッテの試合が13時から行われる予定だったが、雨天の影響で13時04分に中止が発表された。しかし、その直後始球式に登場予定だったコロッケが本人の申し出で急遽グラウンドに現れ、松山千春や玉置浩二などのモノマネを披露し、場内を盛り上げたことが話題になった[24][25]。
- 2018年7月14日、熊本県では初となるオールスターゲームが開催された。この試合では6回表にセントラル・リーグの4番手として43歳3ヶ月の上原浩治（巨人）が登板し、それまで工藤公康が持っていたオールスターゲームにおける最年長登板記録を更新した[26]。

## プロ野球開催実績
2024年4月終了時点で公式戦は68試合、オールスターゲーム1試合開催。公式戦の内訳はセ・リーグ35試合、パ・リーグ33試合。

### NPB公式戦
| 開催日        | ホーム       | スコア | ビジター   | 観客数   | 備考                                   |
| ------------- | ------------ | ------ | ---------- | -------- | -------------------------------------- |
| 1972年4月29日 | 西鉄         | 1-5    | 阪急       | 16,000人 |                                        |
| 1973年5月27日 | ヤクルト     | 3-2    | 中日       | 18,000人 | ダブルヘッダー第1試合                  |
| 1973年5月27日 | ヤクルト     | 1-3    | 中日       | 21,000人 | ダブルヘッダー第2試合                  |
| 1973年9月2日  | 太平洋       | 1-3    | 近鉄       | 17,500人 | ダブルヘッダー第1試合                  |
| 1973年9月2日  | 太平洋       | 4-0    | 近鉄       | 21,000人 | ダブルヘッダー第2試合                  |
| 1973年9月30日 | 太平洋       | 5-0    | 日拓       | 9,200人  |                                        |
| 1974年4月9日  | 日本ハム     | 0-5    | 阪急       | 7,000人  | 日本ハム球団として初めてのホームゲーム |
| 1974年4月10日 | 日本ハム     | 2-9    | 阪急       | 6,000人  | ダブルヘッダー第1試合                  |
| 1974年4月10日 | 日本ハム     | 0-9    | 阪急       | 8,500人  | ダブルヘッダー第2試合                  |
| 1974年5月14日 | 太平洋       | 0-1    | 近鉄       | 12,000人 |                                        |
| 1974年5月15日 | 太平洋       | 4-1    | 近鉄       | 6,500人  | ダブルヘッダー第1試合                  |
| 1974年5月15日 | 太平洋       | 0-2    | 近鉄       | 13,000人 | ダブルヘッダー第2試合                  |
| 1974年7月30日 | 太平洋       | 5-1    | 阪急       | 13,000人 |                                        |
| 1974年7月31日 | 太平洋       | 0-4    | 阪急       | 15,000人 |                                        |
| 1975年4月17日 | 巨人         | 4-2    | 広島       | 27,000人 |                                        |
| 1975年5月3日  | ヤクルト     | 0-2    | 大洋       | 7,000人  |                                        |
| 1975年5月5日  | ヤクルト     | 4-2    | 大洋       | 9,500人  |                                        |
| 1975年5月24日 | 太平洋       | 4-5    | 日本ハム   | 15,000人 |                                        |
| 1975年5月25日 | 太平洋       | 0-1    | 日本ハム   | 17,000人 | ダブルヘッダー第1試合                  |
| 1975年5月25日 | 太平洋       | 5-1    | 日本ハム   | 22,000人 | ダブルヘッダー第2試合                  |
| 1975年6月14日 | 阪神         | 1-0    | 大洋       | 15,000人 |                                        |
| 1975年6月15日 | 阪神         | 5-4    | 大洋       | 14,000人 |                                        |
| 1975年8月29日 | 太平洋       | 0-4    | ロッテ     | 21,000人 |                                        |
| 1976年5月15日 | ヤクルト     | 2-5    | 広島       | 14,000人 |                                        |
| 1976年7月2日  | 太平洋       | 5-4    | 阪急       | 8,000人  | 後期開幕戦                             |
| 1976年7月3日  | 太平洋       | 3-1    | 阪急       | 15,000人 |                                        |
| 1976年7月15日 | 巨人         | 1-3    | ヤクルト   | 28,000人 |                                        |
| 1977年5月29日 | ヤクルト     | 5-8    | 中日       | 22,000人 | ダブルヘッダー第1試合                  |
| 1977年5月29日 | ヤクルト     | 7-1    | 中日       | 22,000人 | ダブルヘッダー第2試合                  |
| 1977年8月2日  | クラウン     | 1-0    | ロッテ     | 12,000人 |                                        |
| 1978年4月13日 | 巨人         | 6-0    | 大洋       | 28,000人 |                                        |
| 1978年8月5日  | ヤクルト     | 1-9    | 広島       | 23,000人 |                                        |
| 1978年8月6日  | ヤクルト     | 1-4    | 広島       | 21,000人 | ダブルヘッダー第1試合                  |
| 1978年8月6日  | ヤクルト     | 4-3    | 広島       | 22,000人 | ダブルヘッダー第2試合                  |
| 1982年4月20日 | 巨人         | 3-2    | 中日       | 25,000人 |                                        |
| 1982年6月10日 | 広島         | 4-3    | 中日       | 6,500人  |                                        |
| 1987年6月11日 | 巨人         | 5-1    | 中日       | 25,000人 |                                        |
| 1988年5月17日 | 巨人         | 3-2    | 広島       | 25,000人 |                                        |
| 1989年5月16日 | 巨人         | 3-7    | 中日       | 25,000人 |                                        |
| 1989年6月13日 | ダイエー     | 4-7    | 日本ハム   | 10,000人 |                                        |
| 1989年8月26日 | 大洋         | 6-11   | ヤクルト   | 25,000人 |                                        |
| 1990年5月17日 | 巨人         | 2-8    | ヤクルト   | 25,000人 |                                        |
| 1990年6月30日 | 大洋         | 7-2    | 阪神       | 15,000人 |                                        |
| 1991年5月14日 | 巨人         | 5-2    | 大洋       | 25,000人 |                                        |
| 1991年8月31日 | 大洋         | 4-7    | ヤクルト   | 25,000人 |                                        |
| 1992年5月12日 | 巨人         | 4-3    | ヤクルト   | 25,000人 |                                        |
| 1992年8月29日 | 大洋         | 4-3    | 阪神       | 24,000人 |                                        |
| 1994年9月3日  | 横浜         | 5-0    | 中日       | 21,000人 |                                        |
| 1996年9月7日  | 横浜         | 0-5    | ヤクルト   | 25,000人 |                                        |
| 1998年5月9日  | 横浜         | 6-7    | 広島       | 22,000人 |                                        |
| 1998年7月5日  | ヤクルト     | 5-11   | 横浜       | 18,000人 |                                        |
| 2003年4月15日 | 横浜         | 3-4    | 中日       | 18,000人 |                                        |
| 2006年8月29日 | 巨人         | 6-0    | 広島       | 14,786人 |                                        |
| 2008年4月8日  | ソフトバンク | 3-8    | オリックス | 13,141人 |                                        |
| 2009年4月14日 | ソフトバンク | 3-5    | 西武       | 14,451人 |                                        |
| 2010年7月27日 | ソフトバンク | 4-3    | 楽天       | 14,659人 |                                        |
| 2011年4月24日 | ソフトバンク | 5-3    | ロッテ     | 14,001人 |                                        |
| 2012年4月22日 | ソフトバンク | 0-1    | 楽天       | 14,259人 |                                        |
| 2013年5月12日 | ソフトバンク | 5-2    | 西武       | 14,634人 |                                        |
| 2014年8月12日 | ソフトバンク | 2-1    | 楽天       | 14,883人 |                                        |
| 2015年4月12日 | ソフトバンク | 0-1    | 日本ハム   | 15,088人 |                                        |
| 2016年4月10日 | ソフトバンク | 10-0   | オリックス | 12,376人 |                                        |
| 2017年4月18日 | 巨人         | 3-0    | ヤクルト   | 13,276人 |                                        |
| 2017年5月13日 | ソフトバンク | 3-2    | 楽天       | 12,922人 |                                        |
| 2019年4月17日 | 巨人         | 4-5    | 広島       | 13,681人 |                                        |
| 2019年5月18日 | ソフトバンク | 2-1    | 日本ハム   | 14,020人 |                                        |
| 2023年5月9日  | ソフトバンク | 1-0    | 日本ハム   | 14,109人 |                                        |
| 2024年4月9日  | ソフトバンク | 2-4    | 日本ハム   | 13,172人 |                                        |

### NPB主催試合
| 開催日        | ホームチーム | スコア | ビジターチーム | 観客数   | 備考                                |
| ------------- | ------------ | ------ | -------------- | -------- | ----------------------------------- |
| 2018年7月14日 | 全セントラル | 1-5    | 全パシフィック | 13,760人 | マイナビオールスターゲーム2018第2戦 |

## 藤崎台のクスノキ群

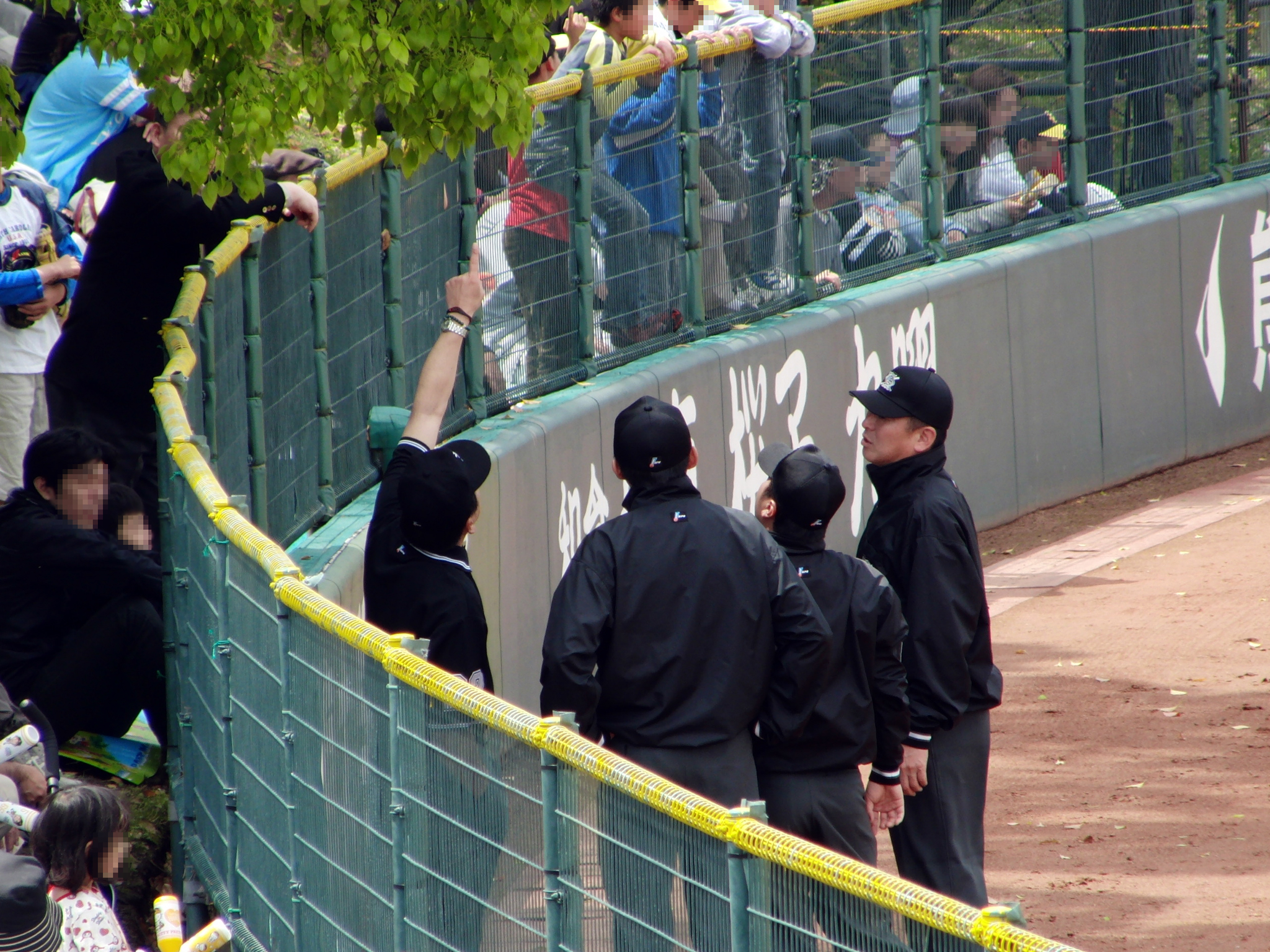
せり出したクスノキの枝に打球が当たった場合の対応を確認する審判団（2012年4月22日・ソフトバンク対楽天5回戦の試合開始前）

外野スタンド裏手のバックスクリーン周辺に立つ7本のクスノキの巨樹群は球場のシンボルとなっている。大きいものは幹囲12m、樹高28m、樹齢約1000年で、全国のクスノキの中でも最大級である。小さいものでも幹囲7m、樹高20m、樹齢約400年。これだけの巨樹が群生しているのは珍しく、1924年（大正13年）12月9日、国の天然記念物に指定された。クスノキ群は国と熊本県および熊本市が定めた「熊本城の管理に関する取扱要領」に基づき、県が直接管理を担当している。
前述の通り、球場の所在地にはかつて藤崎八旛宮があったが、1877年の西南戦争で社殿を焼失して移転した。跡地が軍用地となった後も、元々神木として鎮守の森にあったクスノキはそのまま残され、球場が建設される際には既に天然記念物に指定されていたため伐採されることなく、外野スタンドはクスノキ群に接する形で配置され、根幹を保護するため根元の周囲にフェンスが設けられた。このフェンスは1964年、幹の穴に入った来場者が起こした失火騒ぎを契機に高さ2.2mまで嵩上げされ、フェンス上部には有刺鉄線が張られた。
左翼側に立つクスノキの枝はスタンド左中間上空を覆うようにせり出しており、晴天時にはスタンドの観客に心地よい木陰を演出している。球場が小高いところに位置しているため周囲から良く目立ち、森の都・熊本の象徴のようになっている。合志市に所在する森林総合研究所九州育種場では貴重な林木遺伝資源として小枝を採取し、クスノキ群の種の保存に取り組んでいる。2008年頃には7本のうち1本に細菌感染によるとみられる枝枯れが発生したが、県が2010年に枯れ枝の剪定や土壌改良、抗生剤の注入などの措置を行い、立ち枯れは免れている。この枝枯れが発生した同時期には球場周辺の住民を中心に、クスノキ群の保護活動を行うとともに観光資源としての活用を目指す「熊本城藤崎台千年クスノキ群顕彰保存会」が結成されている。この保存会などの提唱により、市民や観光客がより憩える空間を演出するため、県は2008年秋から2011年秋にかけて根幹周囲に設置していた有刺鉄線付きのフェンスを撤去し、代わりに市民がイヌツゲを植栽して木柵とロープで囲い直す景観回復が実施された。
なお、左翼側の枝の一部がフィールド内に約1.5mせり出しているが、天然記念物に指定された樹木は許可なく剪定できないため、プロ野球公式戦では打球が枝や幹に接触してフィールドへ跳ね返った場合はボールインプレイ（試合続行球）として、打球が枝や幹に挟まった場合は本塁打として扱っている。また高校野球公式戦では、打球が枝や幹に接触した場合は本塁打として扱っている。

## 施設概要

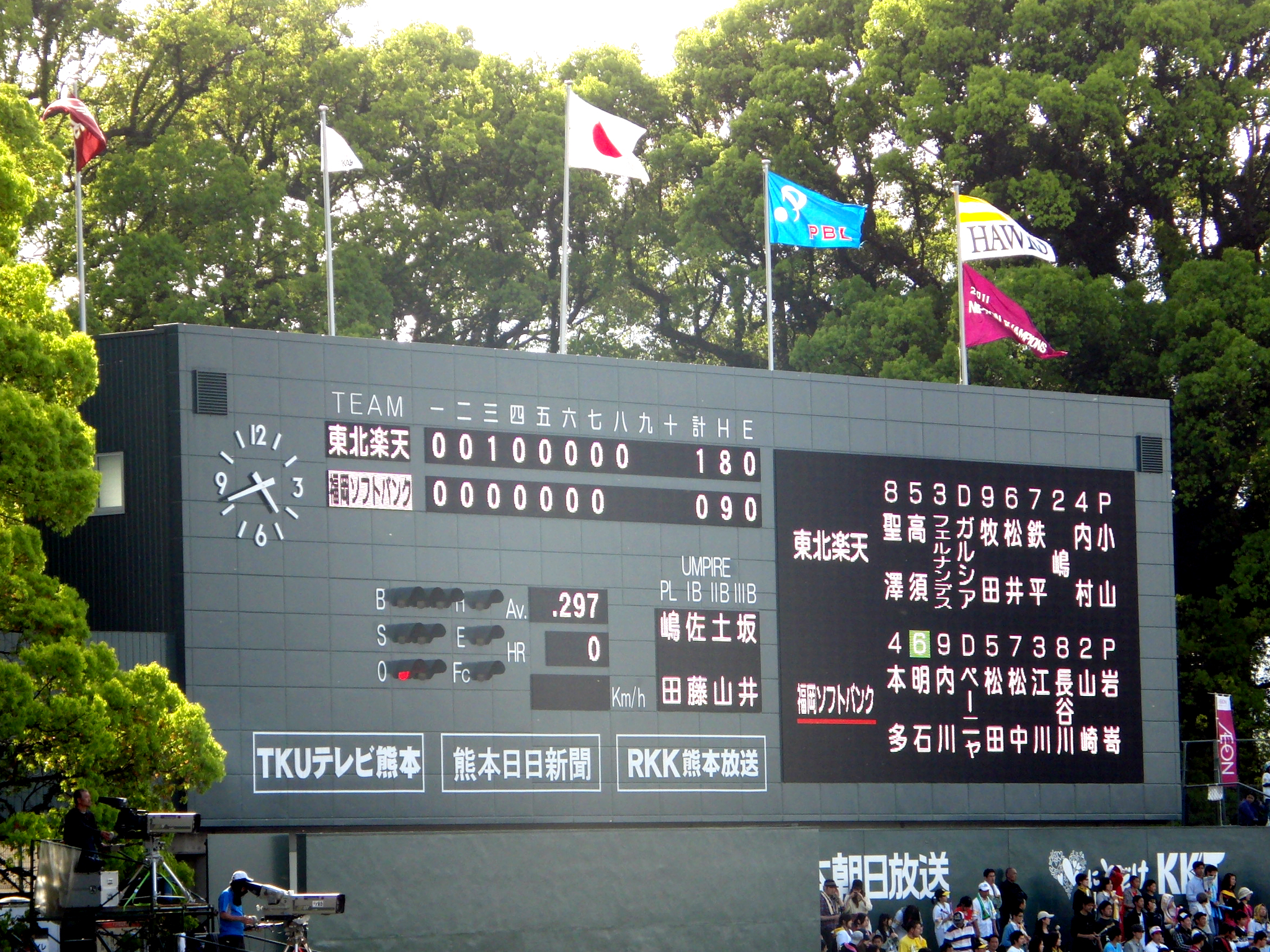
スコアボード

- 両翼：99.117m、中堅：121.920m
- 内野：土、外野：天然芝
- スコアボード：フルカラーLED方式、大型映像装置（H6×W10.8m）あり
  - 1960年-1978年：全面パネル式。バックスクリーン真裏に設置
  - 1978年-2010年：得点表示部・大時計のみ電球、その他はパネル式。選手名は縦書き表記だが、指名打者使用時の投手表記は各チーム選手名の右上に横書きで表記していた。
  - 2011年春の改修時に約2億6200万円をかけて全面電光化され、三菱電機製のオーロラビジョンが導入された。左側にはイニングスコア、現打者の打率及び本塁打数、球速、チーム名、ボールカウント（BSO順）、判定、審判員などの表示部を配置。右側には大型映像装置を配置し、試合中には選手名を表示する。カウント及び判定の表示部以外は全てフルカラー表示に対応している。メインスタンドの上屋にもLED方式のサブスコアボードが設置されており、合計得点、球速、カウント、判定などが表示できる。
- ナイター照明設備：6基
- 収容人員：24,000人（内野：座席10,429席、外野：芝生）

## 交通

### 路面電車
- 熊本市電
  - 蔚山町（うるさんまち）停留場から徒歩約10分
    - 熊本駅からの場合、熊本駅前停留場から健軍町行き（A系統）に乗り、辛島町停留場にて上熊本行き（B系統）に乗り換え

### 路線バスなど
- 熊本駅・桜町BTから路線バス利用
  - 熊本駅から都市バス「O1-0系統（旧：駅1）上熊本駅・子飼橋経由 第一環状線」で「蔚山町」下車後徒歩約10分
  - 熊本駅・桜町BTから都市バス「W1-1・W2-1系統（旧：島1・島2）岳林寺経由 荒尾橋」行、または「U1-1系統（旧・島3）段山・上熊本駅経由 上熊本営業所」行で「段山・市立博物館入口」下車後徒歩約10分
  - 熊本駅・桜町BTから熊本都市バス「SS系統 熊本城周遊バス（しろめぐりん）」で「こども文化会館前」下車後徒歩約5分